# Bonnie & Clyde (storia a fumetti)
Bonnie & Clyde è una storia a fumetti di Valentina, celebre personaggio creato da Guido Crepax. Si tratta di un adattamento a fumetti del film del 1967, in cui Valentina non partecipa nella storia, ma è solo mostrata mentre la sta leggendo. Lo stesso approccio era stato usato dall'autore per adattare a fumetti Il duplice delitto della Via Morgue di Poe.

## Pubblicazioni
- ALI BABA marzo 1968[1]
- Milano Libri (Valentina assassina?) marzo 1977
- RCS (Volume 7) 2007
- Mondadori (Volume 27) 2015